# Helsingfors olympiastadion
Olympiastadion i Helsingfors (finska: Helsingin olympiastadion), oftast kallad Stadion, är Finlands största idrottsarena. Den ligger i stadsdelen Bortre Tölö två kilometer från Helsingfors centrum. Förutom friidrottstävlingar används Olympiastadion även till fotbollslandskamper och konserter. Byggnadens arkitektur representerar funktionalismen.
Olympiastadion renoveras under åren 2016-2019. Kostnaden beräknas till 209 miljoner euro, där staten kommer att stå för ungefär hälften av kostnaden.

## Historik
Finlands idrottsliga framgångar på 1920-talet väckte drömmar om att i framtiden få arrangera sommar-OS i Helsingfors. För att kunna ordna OS krävdes dock en ny arena och därför bildades 1927 en Stadion-stiftelse vars uppgift var att förverkliga planerna. Yrjö Lindegren och Toivo Jäntti vann en arkitekturtävling som ordnades för stadionbygget och byggnaden har kallats världens vackraste stadion. Helsingfors Olympiastadion började byggas i februari 1934 och invigdes den 12 juni 1938. Det var meningen att Helsingfors skulle stå värd för Olympiska sommarspelen 1940 men andra världskriget förhindrade dessa spel och det dröjde fram till 1952 innan OS arrangerades i Helsingfors. Då hade Stadion sin största åskådarkapacitet och 70 000 åskådare fick plats. Stadion renoverades åren 1990-1994.
Historiens första världsmästerskap i bandy och friidrott arrangerades på stadion 1957 respektive 1983.
Där hölls också VM i friidrott 2005inför vilket man byggde ett nytt tak över stadion trots invändningar från Museiverket. Man byggde också tak över reporterläktaren som man sedan rev ner efter tävlingarna.
Åren 2011-2012 genomförde man en grundlig renovering i hela stadion inför EM i friidrott 2012. Man ordnade den mer gästvänlig och gjorde om banorna och gräsmattan.
Åren 2016-2019 görs de största renoveringarna som gjorts på stadion. Hela stadion förnyas, för att vara så modern den bara kan bli. Bland annat lägger man ett tak över alla sittplatser, förnyar toaletter, upplevelseförmågan och utseendet.

## Tekniska data
- Publikrekord: 70 435 vid OS-invigningen.
- Kapacitet: Sport; 36 200, Konsert; 50 000[2]
- Byggnadens längd: 243 m, största bredd: 159 m.
- Tornets höjd: 72,71 meter, lika högt som spjutkastaren Matti Järvinens segerresultat i OS 1932.

## Stora evenemang på Olympiastadion

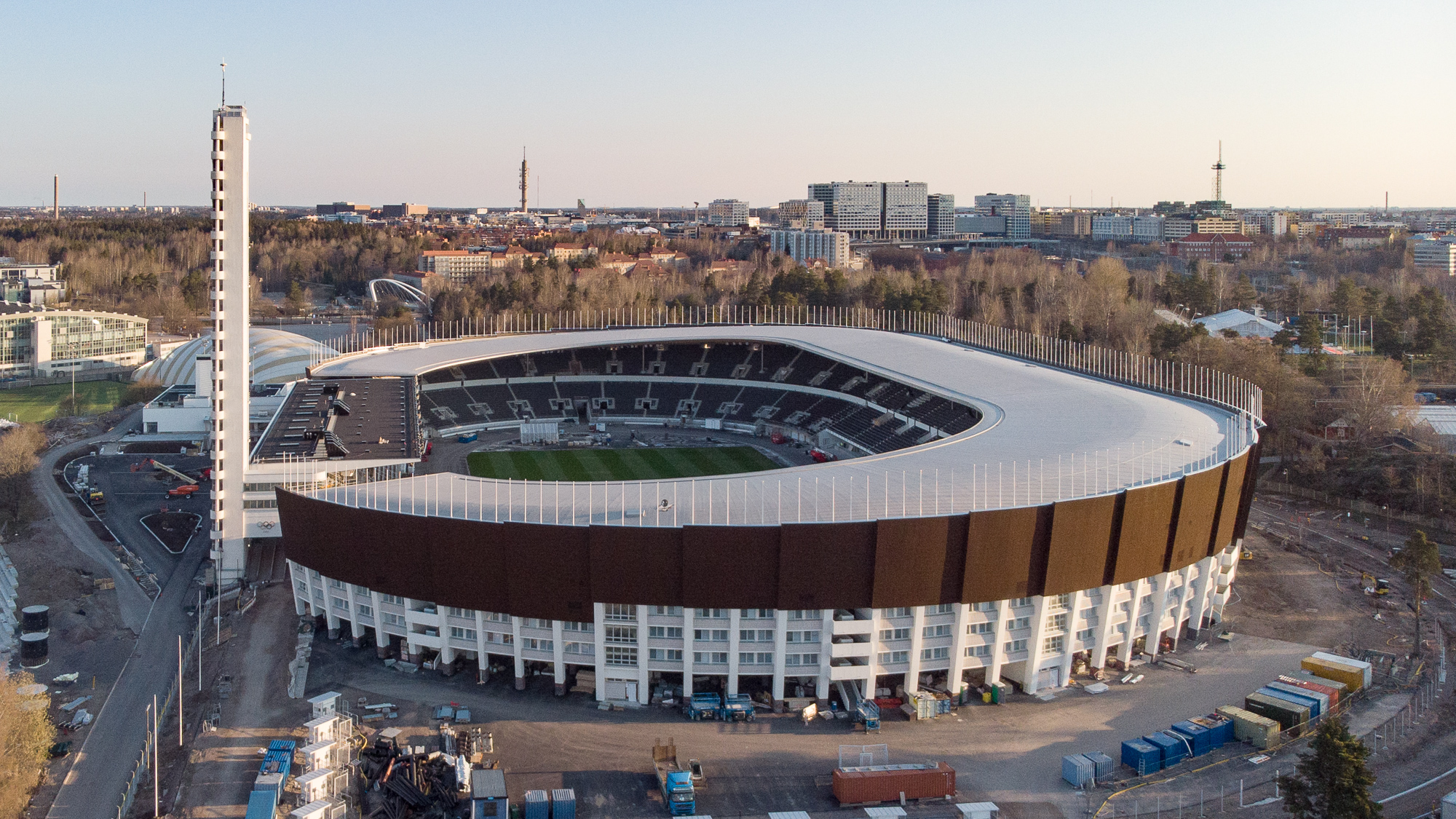
Olympiastadion i slutet av renoveringen

Genom åren har det ordnats flera stora evenemang på Olympiastadion. De mest kända är de olympiska sommarspelen år 1952. Det senaste är VM i friidrott år 2005 och EM i friidrott 2012. Utöver dessa idrottstävlingar har man arrangerad otaliga konserter; allt från välgörenhetskonserter till operor. 

### Finnkampen
Det var meningen att Helsingfors skulle stå värd för de Olympiska sommarspelen 1940, för vilka stadion ursprungligen hade byggts. Andra världskrigets utbrott medförde att de olympiska spelen ställdes in, men stadion kom ändå till användning vid Finnkampen 1940. Detta år extraordinärt även med Tyskland som tredje deltagande nation, vid sidan av Sverige och Finland.
Olympiastadion har sedan dess varit den vanligaste arenan för finnkampen, de år den hållits i Finland.

### Olympiska sommarspelen 1952
De XV olympiska spelen arrangerades i Helsingfors år 1952. Helsingfors tilldelades spelen år 1947. I spelen deltog 4 925 idrottare från 69 länder, inklusive Sovjetunionen som för första gången deltog, samt Västtyskland som deltog för första gången sedan andra världskriget (då som Tyskland). Man tävlade i 149 olika tävlingar i 17 idrottsgrenar.
Den olympiska flamman tändes av Paavo Nurmi och Hannes Kolehmainen. Spelen öppnades av president Juho Kusti Paasikivi. 

### EM i friidrott 1971
Helsingfors arrangerade Europamästerskapen i friidrott år 1971.

### VM i friidrott 1983
Det första världsmästerskapet i friidrott genom tiderna ordnades på Olympiastadion år 1983. Stadion förstorades temporärt. 

### EM i friidrott 1994
Olympiastadion stod värd för sitt andra Europamästerskap i friidrott år 1994. Stadion hade strax före genomgått en omfattande reparation.

### VM i friidrott 2005
Det andra världsmästerskapet i friidrott på Olympiastadion arrangerades år 2005. Också nu gjorde man omfattande reparationer. I praktiken förnyades alla tävlingsytor, inklusive löpbanan. Den största förnyelsen var att man byggde ett tak över den östra "solläktaren". På detta sätt fick stadion 7 000 nya täckta platser. I den södra svängen byggde man ett temporärt tak för media, som senare revs och såldes till ett lyftkransföretag som skydd.

### EM i friidrott 2012
År 2012 ordnades EM i friidrott på stadion.

### Stafettkarnevalen
Varje år i 50 år har det ordnats en skoltävling i löpning kallad Stafettkarnevalen på Stadion. Nästan alla grundskolor i Svenskfinland springer med nästan alla elever från årskurs 3-9. Det är alltså frivilligt att vara med, men de som vill vara med blir placerade i lag som gymnastikläraren ordnar. Man kan springa olika långt men allt går ut på stafett. Det finns också gatustafett men i alla tävlingar är pojkar och flickor skilt. Lågstadieeleverna springer på fredagen oftast vecka 21 i Maj och högstadiet springer på lördagen samma vecka. De som vunnit i tävlingarna på fredagen åker till finalen som också är på lördagen. Eftersom hela Svenskfinland är med håller stafetterna på hela dagen. Utanför planen, alltså under läktarna finns en massa kiosker, stånd och andra evenemang och på kvällen strax före semifinalerna då resultaten räknas så ordnas underhållning och musik. Dessutom hålls också en hejarklackstävling. För många elever är Stafettkarnevalen en viktig del av skolgången och år 2014 utfördes 12000 starter vilket gör Stafettkarnevalen till Europas största skolevenemang.

### Konserter
- Rolling Stones 2 september 1970
- Dire Straits 4 augusti 1992
- Rolling Stones 6 juni 1995
- Bon Jovi 19 juli 1996
- Tina Turner 7 augusti 1996
- U2 9 augusti 1997

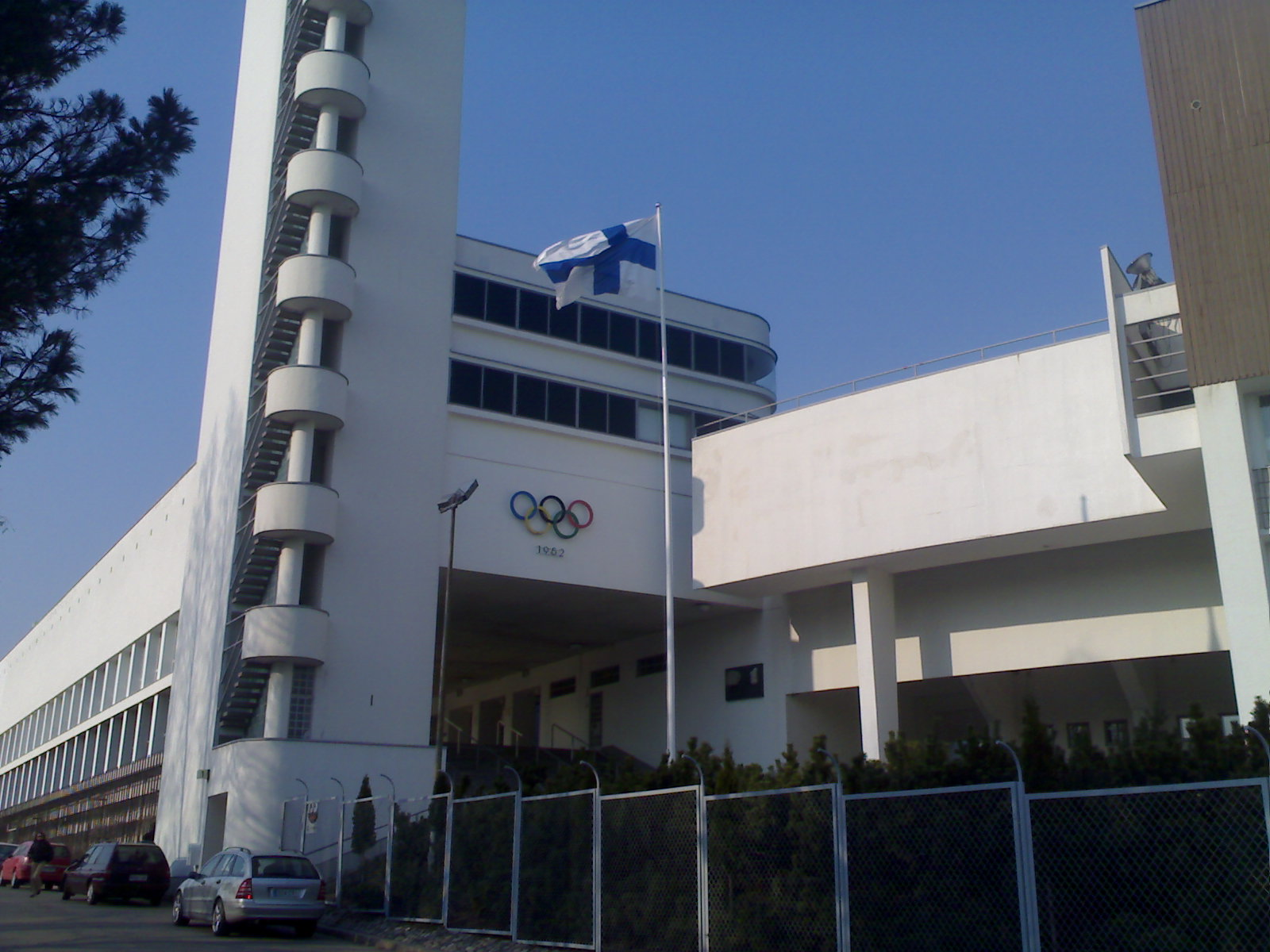

- Michael Jackson 24 och 26 augusti 1997
- Elton John 25 juni 1998
- Rolling Stones 5 augusti 1998
- Mestarit 5 augusti 1999
- AC/DC 26 juni 2001
- Bruce Springsteen 16 och 17 juni 2003
- Rolling Stones 16 juli 2003
- Metallica 28 maj 2004
- Paul McCartney 17 juni 2004
- Genesis 11 juni 2007
- George Michael 1 juli 2007
- Metallica 15 juli 2007
- Rolling Stones 1 augusti 2007
- Iron Maiden 2008
- AC/DC 17 juni 2009
- U2 20 och 21 augusti 2010
- Bruce Springsteen 31 juli 2012
- Madonna 13 augusti 2012
- Metallica 7 & 9 Juni 2024